# Verwaltungsgemeinschaft Waldaschaff
Die Verwaltungsgemeinschaft Waldaschaff im unterfränkischen Landkreis Aschaffenburg wurde im Zuge der Gemeindegebietsreform am 1. Mai 1978 gegründet und zum 1. Januar 1994 aufgelöst.
Der Verwaltungsgemeinschaft  gehörten die Gemeinden Waldaschaff und Rothenbuch an. Die Gemeinde Weibersbrunn war auf ihren Antrag bereits zum 1. Januar 1980 aus der Verwaltungsgemeinschaft entlassen worden.
Sitz der Verwaltungsgemeinschaft war Waldaschaff.